# Mohammed Rharsalla Khadfi
Mohammed Rharsalla Khadfi známý i jako Moha (* 15. září 1993, Udžda) je marocko-španělský fotbalový záložník a reprezentant Maroka. V zahraničí působil na klubové úrovni na Ukrajině, Slovensku, Saúdské Arábii a v Turecku. Naposledy působil v mužstvu turecké druhé ligy Gençlerbirliği SK. Nastupuje na pozici pravého či levého křídla, vlastní marocké i španělské občanství.

## Klubová kariéra
Narodil se v Maroku, ale již v mladém věku se s rodiči přestěhoval do Španělska, kde také odstartoval svoji fotbalovou kariéru. Začal v klubu Granada 74-Zaidín, odkud v mládeži zamířil do celku Santa Fe CD. V roce 2012 jeho kroky vedly do týmu CD Huétor Tájar, v jehož dresu nastupoval za A-mužstvo i rezervu.

### FK Olimpik Doněck
V zimním přestupovém období ročníku 2013/14 podepsal svoji první profesionální smlouvu, když se dohodl na pětiletém kontaktu s ukrajinským mužstvem FK Olimpik Doněck.

#### Sezóna 2013/14
Ligový debut v dresu Olimpiku si odbyl ve 22. kole hraném 5. dubna 2014 proti klubu SFK Desna Černihiv (výhra 1:0), na hrací plochu přišel ve 46. minutě. Během půl roku se podílel na postupu do ukrajinské nejvyšší soutěže.

#### Sezóna 2014/15
Svůj první ligový gól za Olimpik Doněck vstřelil 18. října 2014 v souboji s Metalurhem Zaporižžja, když v 64. minutě srovnal na konečných 2:2. Podruhé se střelecky prosadil ve 14. kole proti Černomorci Oděsa. V 56. minutě zvyšoval na 2:0, Olimpik nakonec vyhrál na domácí půdě v poměru 2:1. Na jaře 2015 došel s týmem až do semifinále domácího poháru, v němž vypadl po remíze 0:0 a prohře 1:4 s Dynamem Kyjev.

#### Sezóna 2015/16
Poprvé v ročníku skóroval v souboji s Vorsklou Poltava, když 41 minut před koncem snižoval na konečných 1:2. Následně se trefil 18. října 2015 v 11. kole proti Metalistu Charkov a měl podíl na domácím vítězství 3:0. Svůj třetí gól zaznamenal ve 14. kole v souboji s Černomorcem Oděsa (výhra 2:0). Počtvrté v sezoně dal branku 3. dubna 2016 ve 49. minutě proti celku FK Hoverla Užhorod a společně se spoluhráči slavil výhru 2:0.

#### Sezóna 2016/17
Svého prvního a zároveň jediného přesného střeleckého zásahu v ročníku docílil ve 21. kole hraném 11. března 2017 v souboji s Vorsklou Poltava, prosadil se v 65. minutě při domácím vítězství 3:2. Na podzim 2016 hostoval v týmu Gimnàstic de Tarragona.

#### Sezóna 2017/18
S mužstvem se představil ve třetím předkole Evropské ligy UEFA 2017/18, v němž Olimpik vypadl po remíze 1:1 a prohře 0:2 s celkem PAOK Soluň z Řecka. Svých prvních dvou ligových branek v ročníku docílil ve čtvrtém a pátém kole proti klubům FK Zorja Luhansk (výhra 2:0) a FK Černomorec Oděsa (výhra 1:0). Potřetí v sezoně skóroval 9. 9. 2017 v souboji s Vorsklou Poltava, když ve 27. minutě srovnal skóre zápasu na konečných 1:1. Trefil se i v následujícím devátém kole, ale domácí prohře 1:2 s Dynamem Kyjev nezabránil. Svůj pátý ligový gól vsítil proti Veresu Rivne, utkání skončilo remízou 1:1. Na podzim 2017 si připsal celkem 18 ligových zápasů, v nichž zaznamenal pět branek a šest asistencí.

### Gimnàstic de Tarragona (hostování)
V červenci 2016 se vrátil do Španělska, kam zamířil z Olimpiku na roční hostování do celku Gimnàstic de Tarragona tehdy působícího ve druhé lize. Ligový debut si odbyl 21. srpna 2016 v utkání prvního kola v souboji s týmem CD Lugo (remíza 2:2), na hrací ploše setrval do 57. minuty. Svoji jedinou ligovou branku při tomto angažmá dal v následujícím střetnutí na hřišti mužstva SD Huesca, když v poslední minutě druhého poločasu srovnal na konečných 1:1. V Tarragoně nakonec strávil jen půl roku.

### ŠK Slovan Bratislava
V zimním přestupovém období ročníku 2017/18 měl nabídky z ukrajinského Dynama Kyjev a polského celku Jagiellonia Białystok, Moha však v lednu 2018 přestoupil na Slovensko a uzavřel kontrakt na čtyři a půl roku se Slovanem Bratislava.

#### Sezóna 2017/18
Ligovou premiéru v dresu bratislavského klubu absolvoval ve 20. kole hraném 18. 2. 2018 proti Zemplínu Michalovce (remíza 1:1), na hřiště přišel v 77. minutě místo Filipa Hološka. Své první ligové góly za Slovan zaznamenal v následujícím střetnutí, kdy se dvakrát prosadil v souboji o druhé místo tabulky proti týmu MŠK Žilina a podílel se na vysokém vítězství 6:0. Potřetí v sezoně skóroval 18. března 2018 na domácím stadionu proti mužstvu FC DAC 1904 Dunajská Streda, když v 72. minutě zvyšoval na konečných 2:0. Následně se trefil v derby proti Spartaku Trnava, když v 68. minutě za stavu 1:1 vsítil na domácím hřišti branku na vítězných 2:1. 1. května 2018 nastoupil za Slovan ve finále slovenského poháru hraného v Trnavě proti celku MFK Ružomberok, „belasí“ porazili svého soupeře v poměru 3:1 a obhájili tak zisk této trofeje z předešlého ročníku 2016/17.

#### Sezóna 2018/19
Se Slovanem postoupil přes moldavský klub FC Milsami Orhei (výhry 4:2 a 5:0) a tým Balzan FC z Malty (prohra 1:2 a výhra 3:1) do třetího předkola Evropské ligy UEFA 2018/19, v němž „belasí“ vypadli po výhře 2:1 a prohře 0:4 s rakouským celkem Rapid Vídeň. V předkolech EL zaznamenal celkem čtyři branky, všechny proti Milsami (skóroval dvakrát ve venkovním a dvakrát v domácím zápase).
Poprvé v sezoně se trefil v 8. kole v souboji s Dunajskou Stredu (výhra 3:2), když v 15. minutě otevřel skóre střetnutí. Následně se dvakrát prosadil 26. 10. 2018 proti mužstvu FK Senica, jeho góly z 57. a 60. minuty však stačily pouze na konečnou remízu 2:2. Svoji čtvrtou branku v ročníku zaznamenal v 11. kole hraném 20. 10. 2018 se Zlatými Moravcemi - Vráblemi (výhra 3:1), skóroval ve 33. minutě. Popáté a pošesté v sezoně se trefil 3. listopadu 2018 ve 20. a v 77. minutě a podílel se na vysoké domácí výhře 6:0 nad Zemplínem Michalovce. Svůj sedmý gól v ročníku zaznamenal 1. prosince 2018 v 17. kole v souboji s Trenčínem (výhra 3:0). Následně skóroval ve 22. kole v odvetě proti Senici (výhra 2:1) a svojí brankou z první minuty dal úvodní gól zápasu. Podeváté v sezoně se střelecky prosadil v odvetě s Michalovcemi (výhra 4:1), když v deváté minutě otevřel skóre střetnutí. Svoji desátou a jedenáctou branku v ročníku zaznamenal 14. dubna 2019 proti Žilině (výhra 3:0) a svými přesnými střeleckými zásahy z 21. a 41. minuty pomohl Slovanu k zisku mistrovského titulu, který „belasí“ vybojovali šest kol před koncem sezony. Podvanácté v sezoně dal gól ve 30. kole v odvetném souboji s Žilinou při oslavách 100 let od založení mužstva, Slovan porazil soupeře doma v poměru 6:2. 25. 5. 2019 byl stejně jako jeho spoluhráči Dominik Greif, Vasil Božikov, Aleksandar Čavrić, Marin Ljubičić a Andraž Šporar zvolen do nejlepší jedenáctky ročníku 2018/19 Fortuna ligy.

#### Sezóna 2019/20
S „belasími“ se představil v prvním předkole Ligy mistrů UEFA 2019/20 proti černohorskému celku FK Sutjeska Nikšić a po vypadnutím s tímto soupeřem byl jeho klub přesunut do předkol Evropské ligy UEFA 2019/20. V nich Moha neodehrál všech šest utkání, ale i tak Slovanu pomohl po postupu přes kosovský tým KF Feronikeli (výhry doma 2:1 a venku 2:0), mužstvo Dundalk FC z Irska (výhry doma 1:0 a venku 3:1) a řecký klub PAOK Soluň (výhra doma 1:0 a prohra venku 2:3) k účasti ve skupinové fázi. Se Slovanem Bratislava byl zařazen do základní skupiny K, kde v konfrontaci s kluby Beşiktaş JK (Turecko), SC Braga (Portugalsko) a Wolverhampton Wanderers FC (Anglie) skončil s "belasými" na třetím místě tabulky a do jarního play-off s nimi nepostoupil. V pohárové Evropě dvakrát skóroval, trefil s prvním utkání s Beşiktaşem a v odvetě s Bragou.
Svoji první ligovou branku v sezoně zaznamenal ve druhém kole 27. 7. 2019 proti Zemplínu Michalovce, když v 70. minutě zvyšoval na konečných 3:0. Podruhé v ročníku se střelecky prosadil v souboji s celkem FK Pohronie (výhra 2:1), když v 78. minutě střelou do odkryté brány zvyšoval na 2:0. Následně se trefil 1. března 2020, když ve střetnutí s týmem FC Nitra dal jediný a tudíž vítězný gól utkání. Svůj čtvrtý ligový gól v sezoně zaznamenal v souboji s Žilinou, Se Slovanem vyhrál 3:2 a obhájil s ním titul z předešlého ročníku 2018/19. Popáté a pošesté v ročníku skóroval 1. července 2020 ve šlágru kola s Dunajskou Stredou (výhra 3:1), trefil se v 84. a 94. minutě. S "belasými" ve stejné sezoně triumfoval i ve slovenském poháru a získal tak s mužstvem „double“. V červenci 2020 byl zařazen do nejlepší jedenáctky roku.

#### Sezóna 2020/21
V prosinci 2020 se se Slovanem dostal do sporu kvůli penězům a několik kol nehrál, Moha tvrdil, že se klub bezdůvodně rozhodl, že nebude hrát. Tehdejší viceprezident týmu Ivan Kmotrík mladší však prohlásil, že hráč nebyl vhodně mentálně nastavený a nechoval se jako profesionál. V zimě 2020/21 se situace uklidnila a Moha se zapojil do přípravy mužstva na jarní část sezony. Svoji první ligovou branku v sezoně vsítil ve 22. kole v souboji prvního s druhým proti Dunajské Stredě, když v 57. minutě po přihrávce Vladimíra Weisse zvyšoval na konečných 3:1, Slovan Bratislava tak i díky němu zvýšil svůj náskok na čele tabulky na deset bodů. Další dva góly zaznamenal v následujícím kole hraném 14. 3. 2021 proti Trenčínu a podílel se na vysoké výhře Slovanu 6:2 na hřišti soupeře. V následujících dvou zápasech zaznamenal tři přesné zásahy a potvrdil tak svoji skvělou formu, jedenkrát se prosadil do sítě Žiliny (remíza 2:2) a dvakrát se trefil proti ViOnu Zlaté Moravce – Vráble (výhra 4:1). 25. 4. 2021 hráč nenaskočil do střetnutí proti Žilině (výhra 3:2) a nebyl ani na lavičce náhradníků, tehdejší trenér bratislavského klubu Darko Milanič řekl, že hráč je už tři dny nezvěstný. Podle Mohova instagramu fotbalista odletěl domů do Španělska do Grenady. Na jaře 2021 vybojoval se Slovan již třetí ligový primát v řadě. Zároveň s týmem získal podruhé za sebou po výhře 2:1 po prodloužení nad celkem MŠK Žilina domácí pohár a mužstvu pomohl poprvé v jeho historii k obhájení doublu. Ačkokoliv byla hráčova budoucnost v klubu nejistá, náleží medaile za tyto úspěchy i jemu.

### Al Hazm FC
Na startu letní přípravy prohlásil viceprezident Slovanu, že už s Mohou vedení týmu nepočítá a celou situaci řeší se zástupci hráče právníci. 15. července 2021 zveřejnil web transfermarkt.com, že Moha přestoupil do mužstva Al Hazm FC ze Saúdské Arábie.

## Klubové statistiky
Aktuální k 19. červnu 2022
| Sezona    | Klub                      | Soutěž           | Zápasy | Góly |
| --------- | ------------------------- | ---------------- | ------ | ---- |
| 2012/2013 | CD Huétor Tájar           | 4. liga          | 18     | 0    |
| 2013/2014 | CD Huétor Tájar           | 4. liga          | 21     | 3    |
| 2013/2014 | FK Olimpik Doněck         | Perša liha       | 7      | 0    |
| 2014/2015 | FK Olimpik Doněck         | Premjer-liha     | 18     | 2    |
| 2015/2016 | FK Olimpik Doněck         | Premjer-liha     | 21     | 4    |
| 2016/2017 | Gim. de Tarragona (host.) | Segunda División | 8      | 1    |
| 2016/2017 | FK Olimpik Doněck         | Premjer-liha     | 13     | 1    |
| 2017/2018 | FK Olimpik Doněck         | Premjer-liha     | 18     | 5    |
| 2017/2018 | ŠK Slovan Bratislava      | Fortuna liga     | 13     | 4    |
| 2018/2019 | ŠK Slovan Bratislava      | Fortuna liga     | 29     | 12   |
| 2019/2020 | ŠK Slovan Bratislava      | Fortuna liga     | 23     | 6    |
| 2020/2021 | ŠK Slovan Bratislava      | Fortuna liga     | 15     | 6    |
| 2021/2022 | Al Hazm FC                | First Division   | 11     | 3    |
| 2021/2022 | Al Qadisiyah FC           | First Division   | 17     | 2    |
| 2022/2023 | Hassania Agadir           | Botola           | 3      | 0    |
| 2022/2023 | Gençlerbirliği SK         | Druhá liga       | 12     | 1    |

## Reprezentační kariéra

### U23 a A-mužsto
Moha je bývalý mládežnický reprezentant, nastupoval za marocký výběr do 23 let. V A-týmu Maroka debutoval pod bosenským trenérem Vahidem Halilhodžićem v přípravném zápase hraném v Rabatu 13. října 2020 proti reprezentaci Konžské demokratické republiky (remíza 1:1), na hrací plochu přišel v 72. minutě.

### Reprezentační zápasy a góly
Zápasy a góly Mohammeda Rharsally Khadfiho v A-týmu marocké reprezentace
| 2020                   | 1 | 0 |
| 2021                   | 0 | 0 |
| Celkem                 | 1 | 0 |
| Platí k 28. lednu 2024 |   |   |